# Маккирнан, Тауния
Тауния Маккирнан (англ. Tawnia McKiernan) — американский телережиссёр

 . Дочь телепродюсера Стивена Кеннела.  Член Гильдии режиссёров Америки.
Маккирнан дебютировала как режиссёр в телесериале «Отступник» (2 эпизода), а затем поработала в сериале «Шёлковые сети» (4 эпизода). Оба сериала продюсировал её отец Стивен Кеннел. Среди её других работ на телевидении значатся такие сериалы, как «V.I.P.», «Охотник», «10-8: Дежурные офицеры», «Полиция Нью-Йорка», «Джонни Зиро», «Ищейка», «Голубая кровь», «Кости», «Лас-Вегас», «Последний рубеж», «Внезапная удача», «Взгляды», «Рядом с домом», «Женский клуб расследований убийств», «Скорая помощь», «Армейские жёны», «Терминатор: Битва за будущее», «Детектив Монк», «В простом виде», «Дорогой доктор», «Хранилище 13», «Ясновидец», «Менталист», «Мыслить как преступник», «Слепая зона», «Мыслить как преступник: За границей».
В 2012 году Маккирнан срежиссировала телефильм «Секреты Иден». В 2016 году она стала сценаристом возрождённого сериала «Команда „А“».
В 2016—2018, 2020—2022 годах режиссировала отдельные эпизоды в телесериалах «Морская полиция: Лос-Анджелес» и «Морская полиция: Спецотдел».